# Synedoida socia
Synedoida socia là một loài bướm đêm trong họ Erebidae.